# 空中客车A310
空中巴士A310是瑞士航空公司和德國漢莎航空公司要求，縮短A300機型而成的新機型。該機型具有幾個重大的技術創新，包括新的高科技機翼、更小的水平尾翼，以及電子化雙人駕駛艙。

## 歷史

### 背景
1967年9月26日，英國、法國及西德簽署了一份關於共同參與研發可搭載300人的空中巴士A300的合作備忘錄。A300為一架雙引擎中長程2-4-2式廣體飛機，因當時使用大量新技術而被認為是一架革命性的飛機（包括第一架具風切保護功能的客機丶首次在客機上採用超臨界翼型的設計等），在當時還保持着雙引擎中長程客機優越的特性。1977年，A300成為第一架獲得ETOPS認證的飛機，並被大量下單，因而成為世界上其中一個相當暢銷的客機，共售出561架。

### 問題

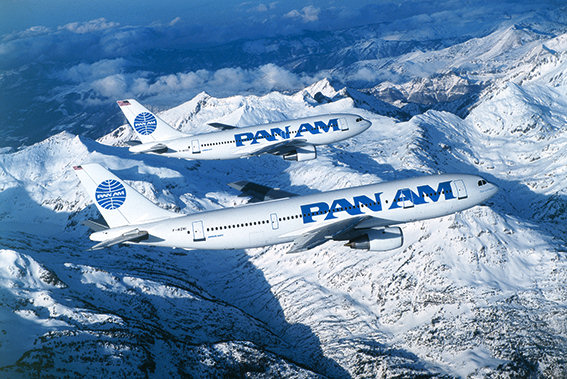
A310（後）是A300（前）的縮小版

當時A300其實過大。航空公司購買後，發現根本沒有足夠的客源來填滿這架可載多達345人的客機。雖然A300還有一款較小的B2型，但不少航空公司仍要求空中巴士研發一架擁有相同機身截面但比B2型更小的客機。後來，空中巴士啟動A300B10MC（Minimum Change，最小改變，即不做大修改）計劃，即A310，並把載客量降底為220人。由於機身縮短（因載客量降底），使用原A300的機翼和起落架將會導致體積太大，加重燃油消耗，因此空中巴士需要重新設計機翼及起落架。

### 訂購

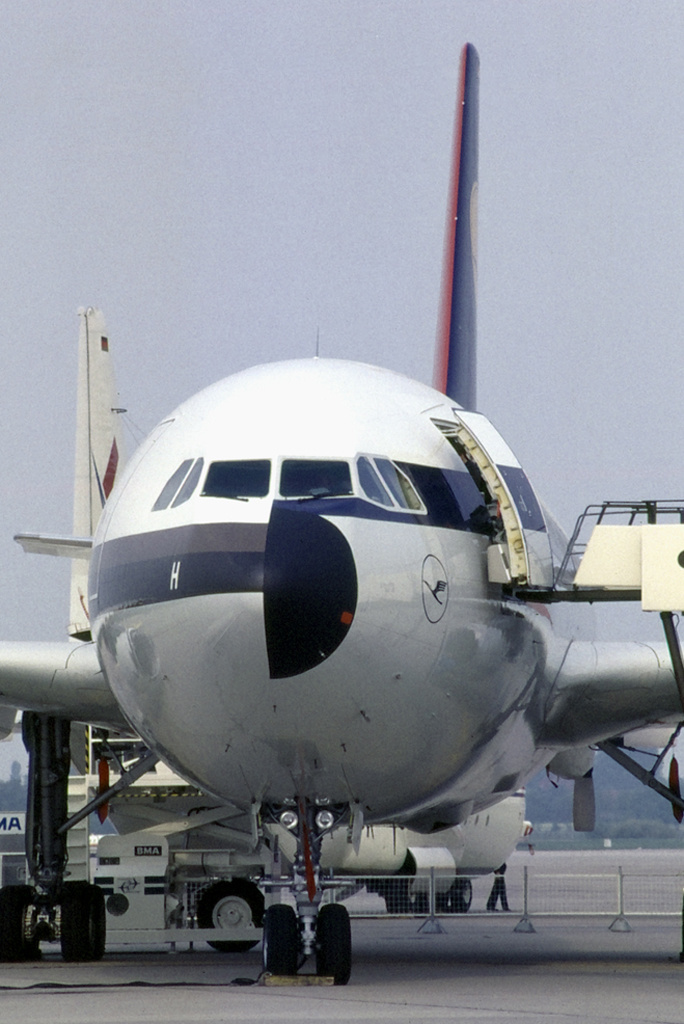
A310-200原型機，左側為瑞士航空塗裝，右側為漢莎航空塗裝

1978年4月，空中巴士A310的模型在漢諾威航展（今天的柏林航展）亮相。其飛機機身比A300短約7.42米，二級艙佈置的載客量為195人左右，全經濟艙佈置可載245人。3月15日，瑞士航空宣布訂購10架A310-200，並擁有額外10架選擇權，成為A310的啟始用戶，此批A310被瑞航用於取代其歐洲航線的麥道DC-9。隨後，漢莎航空亦下單10架A310-200，其金額達2.4億美元（若把當時的美元計算成2022年的美元，該訂單為$1,075,936,196.32美元，相當於8,444,889,114.82港幣丶7,197,797,966.14人民幣）。不久，法國的法國航空及西班牙的西班牙國家航空也下單訂購A310-200。
航空公司下單後，空中巴士決定在1978年7月7日正式啟動並建造A300B10，即A310。1978年下半年，湖人航空把10架A310訂單改為訂購A300，滿足空中巴士為其飛機訂購英國訂單的需求。1979年4月1日，漢莎航空決定增加訂購數量至25架，以及擁有25架額外選擇權。2天後，荷蘭皇家航空以2.38億英鎊訂購10架A310，並保留10架選擇權。1979年7月6日，法國航空宣布將其訂單從4架增加到35架。1979年，包括馬丁航空、比利時航空及Air Afrique等航空公司亦宣布訂購A310。
最初，空中巴士計劃生產2款A310：A310-100及可穿越大陸（洲際版）的A310-200。A310-100能在搭載200人時飛行3700公里（2000海里；2300英里）；A310-200則擁有更大的最大起飛重量（MTOW）及油箱，可比-100型多飛行1900公里（1000海里；1200英里），引擎可選擇通用電氣CF6-45B2或普惠JT9D-7R4。勞斯萊斯在當時亦打算開發RB207，但最後因研發RB211而決定取消。

### 生產
A310的巡航距離超越了除A300-600R之外所有其他型號。正因這個特性，A310被廣泛用於跨大西洋的航線。A300和A310系列是空中巴士的主要盈利產品，它們之間有著良好的互操作性，A300-600和A310只需最多14天的訓練就可以具有足夠操作其他型號的能力。於1982年，空中巴士已接獲15間航空公司共181架A310的訂單。首架A310於1982年4月3日首飛。1983年4月12日，A310正式在德國漢莎航空公司服役。1998年6月交付最後一架A310，標誌着A310正式停產。

## 營運
1982年4月3日，實現首飛。

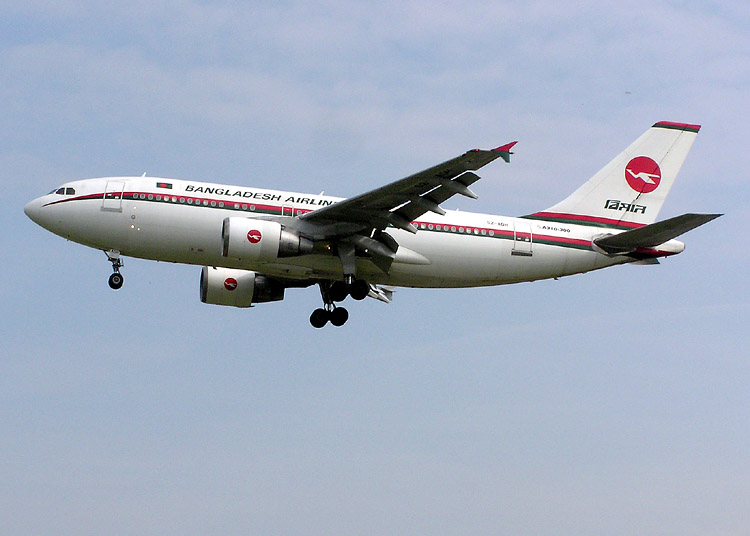
孟加拉航空的A310-300

1983年4月12日，正式在德國漢莎航空公司服役。
本質上說，A310像是A300的孩子，而A310主要與A300不同在於：
- 縮短了機身——同樣的截面，但標準載客量減少到200人
- 重新設計的機翼——由重新加入空中巴士的英國宇航公司（BAE）設計
- 使用更小的垂直尾翼

A310性能出色，因此成為了航空公司開辟新航線的廣體客機投放市場。1997年一共有255架A310交付至不同航空公司。A300和A310的市場表現，保證了空中巴士與波音的主要競爭對手地位，從而進一步更加有信心的發展A330/A340家族。
但在1994年俄羅斯航空593號班機空難發生后，空中巴士公司再也沒有接到任何A310的新訂單。隨著最後一架A310於1998年交付予烏茲別克斯坦航空（該機已轉售予馬漢航空），這款飛機亦正式停產。

## 類型

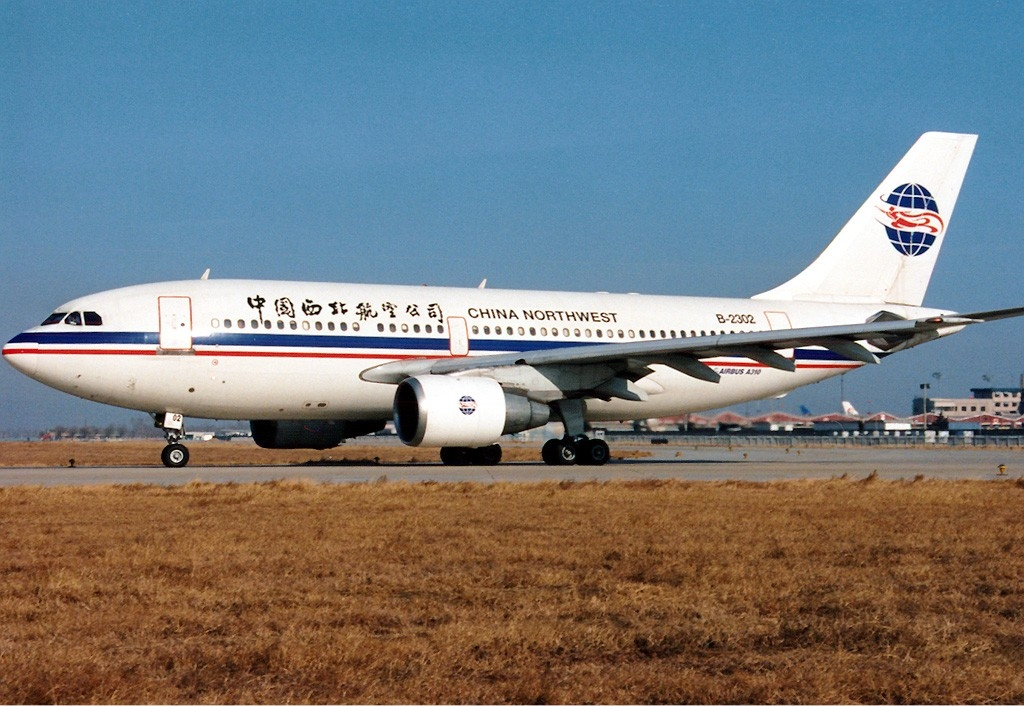
中國西北航空的A310-200

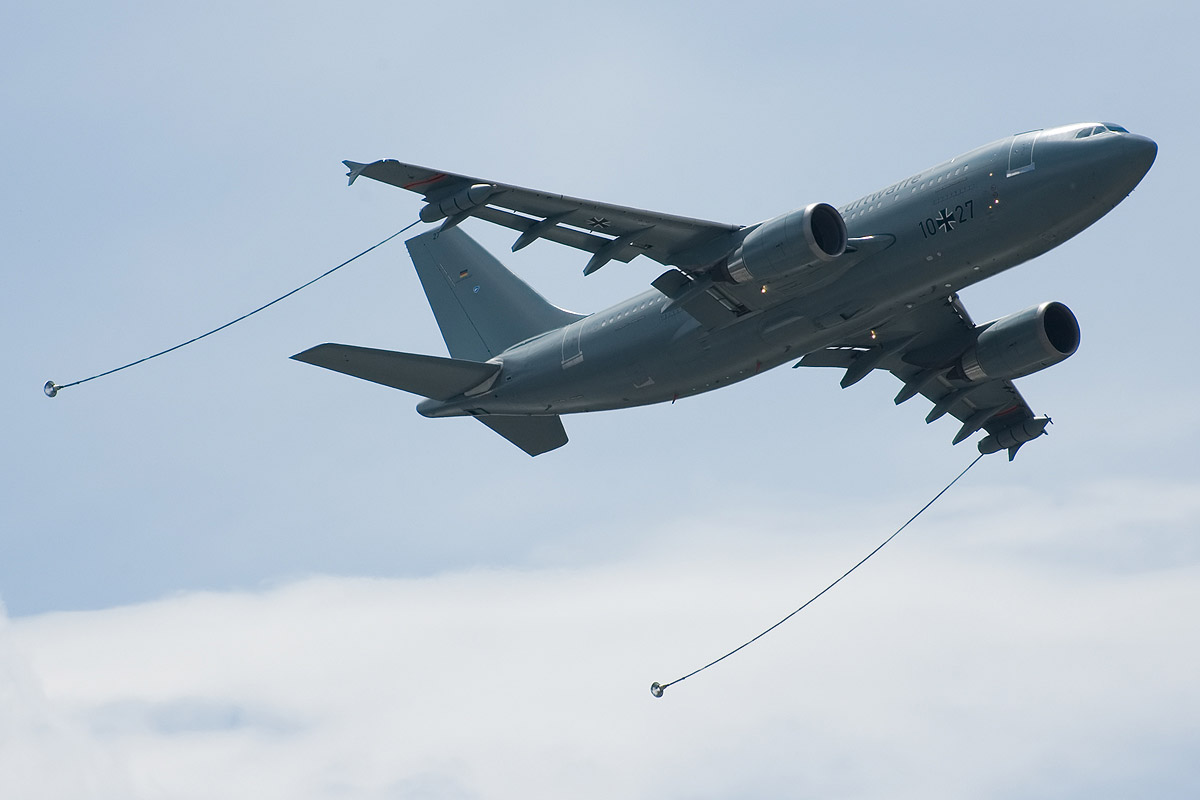
A310多用途空中加油/运输机

A310有兩種型號：中程的A310-200及長程的A310-300。A310-100因市場需求不大而決定不予生產。

### A310-200
首架A310同時亦是空中巴士的第162架飛機。1982年4月首飛，使用普惠JT9D引擎或通用電氣CF6引擎，最大航程6,800公里。一年後開始於瑞士航空和德國漢莎航空服役。後期生產的-200型亦安裝-300型使用的翼端小翼，同時早期生產的三架A310-200配有尾部副翼（Outboard Ailerons），後來因一次測試發現其不必要而移除。

### A310-300
1985年7月首飛，通過附加的中央和水平尾翼（Trim-Tank）油箱，增加了其最大起飛重量和續航能力，令其續航能力達9,600公里。此型號开始默認安裝翼端小翼來提高空氣動力學性能。此款飛機1986年正式在瑞士航空投入使用，亦是A310系列中銷量最高的型號。

### A310-200C/A310-300C
客貨型

### A310-300F
由客機改裝型替代（如：聯邦快遞）。

### A310 MRTT
很多A310飛機被用作為純運輸機或行政專機，並在世界上不少空軍中服役，其中一些被EADS改裝成多任務加油運輸機（Multi Role Tanker Transport，MRTT）提供空中加油服務。於2004年投入服務的6架中，其中3架在EADS的德國德累斯頓易北飛機工廠（EFW）改裝；另外3架在德國漢堡的漢莎航空技術公司進行。後來，由於已退役的A310大多已經拆毀，沒有合適機材進行改裝，空中巴士改為推出A330 MRTT作為多用途空中加油/運輸機（該機種多數均為新造，亦有少部分由二手機材改裝）。

### A310 ZERO-G

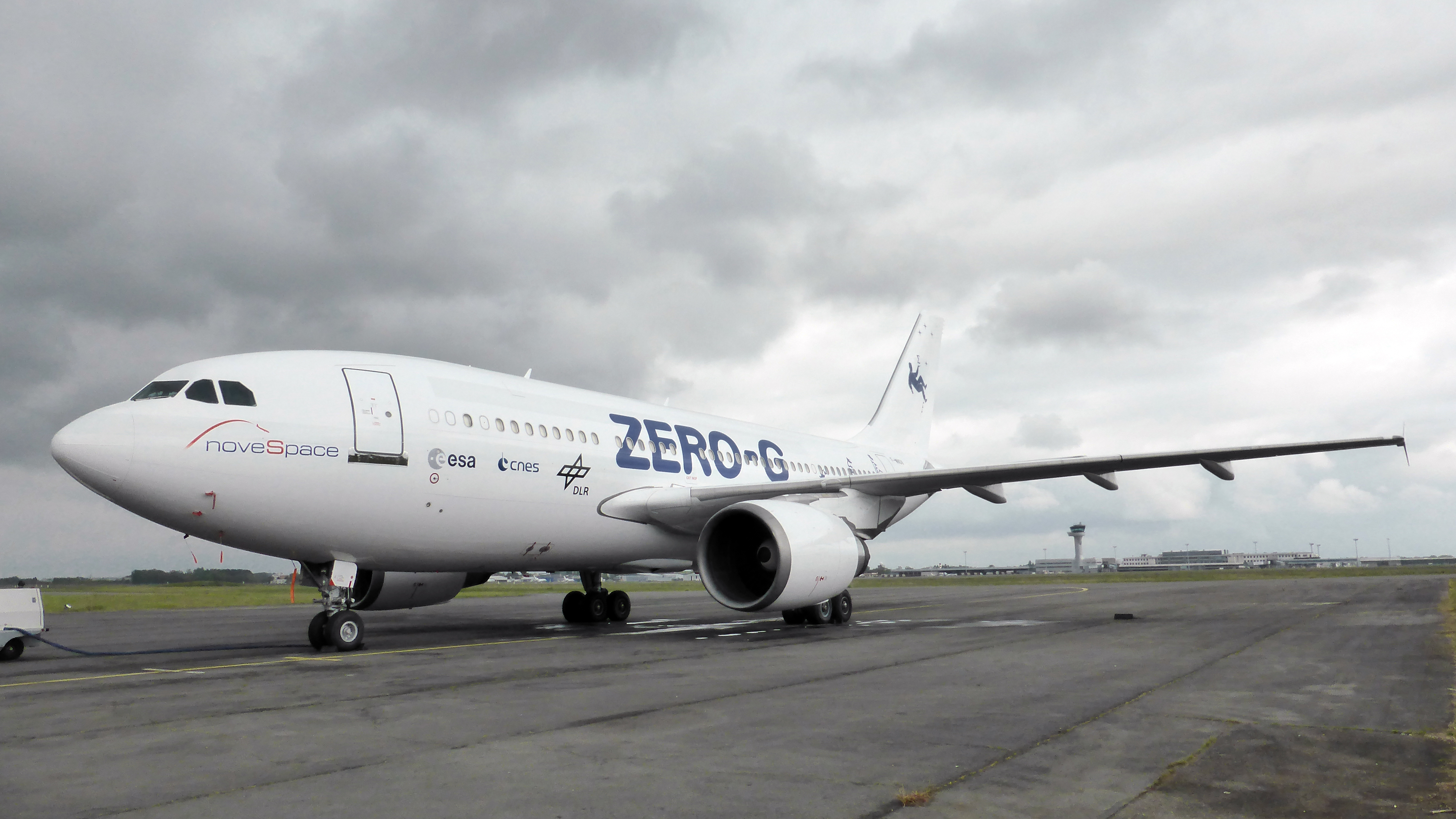
A310 ZERO-G

A310 ZERO-G為一架研究失重的科學研究實驗室客機。此Zero-G用於實現拋物線，並允許進行22秒的失重。此A310 Zero-G原屬東德航空A310-300，兩德統一後曾改裝為第一代康拉德·阿登納號專機，再於2014年被改為Zero-G，位於波爾多梅里尼亞克機場，並由法國航天局CNES的子公司Novespace運營。該機亦執行科學飛行和電影特效，例如神鬼傳奇 (2017年電影)。法國宇航員托馬斯·佩斯凱便是Novespace A310零重力飛行員之一。

## 性能規格
| 機型                  | A310-200                                             | A310-200F                                            | A310-300                                             | A310-300F                                            |
| --------------------- | ---------------------------------------------------- | ---------------------------------------------------- | ---------------------------------------------------- | ---------------------------------------------------- |
| 機師數                | 2                                                    | 2                                                    | 2                                                    | 2                                                    |
| 長度                  | 46.7米（144英尺）                                    | 46.7米（144英尺）                                    | 46.7米（144英尺）                                    | 46.7米（144英尺）                                    |
| 高度                  | 15.8米（153英尺1英寸）                               | 15.8米（153英尺1英寸）                               | 15.8米（153英尺1英寸）                               | 15.8米（153英尺1英寸）                               |
| 翼展                  | 43.9公尺（144英尺）                                  | 43.9公尺（144英尺）                                  | 43.9公尺（144英尺）                                  | 43.9公尺（144英尺）                                  |
| 後掠翼                | 28°                                                  | 28°                                                  | 28°                                                  | 28°                                                  |
| 截面                  | 5.64公尺（18呎6吋）                                  | 5.64公尺（18呎6吋）                                  | 5.64公尺（18呎6吋）                                  | 5.64公尺（18呎6吋）                                  |
| 座位數（2級）         | 240                                                  | N/A                                                  | 280                                                  | N/A                                                  |
| 最大起飞重量          | 141,974 千克 (312,999磅)                             | 141,974 千克 (312,999磅)                             | 164,000 千克 (361,558磅)*                            | 164,000 千克 (361,558磅)*                            |
| 空重                  | 80,142 千克 (176,682磅)(80吨)                        | 72,400（159,600英磅）                                | 83,100 千克 (183,204磅)                              | 73,900 千克 (162,921磅)                              |
| 最大載油量            | 55,200公升（14,600美制加侖）                         | 55,200公升（14,600美制加侖）                         | 75,470公升（19,940美制加侖）                         | 75,470公升（19,940美制加侖）                         |
| 巡航速率              | 0.80馬赫（980.0352kph）                              | 0.80馬赫（980.0352kph）                              | 0.80馬赫（980.0352kph）                              | 0.80馬赫（980.0352kph）                              |
| 最高速率              | 895千米/小时（0.85马赫，484节）                      | 895千米/小时（0.85马赫，484节）                      | 895千米/小时（0.85马赫，484节）                      | 895千米/小时（0.85马赫，484节）                      |
| 实用升限              | 12,500 m (41,000 ft)                                 | 12,500 m (41,000 ft)                                 | 12,500 m (41,000 ft)                                 | 12,500 m (41,000 ft)                                 |
| 引擎                  | PWJT9D-7R4或CF6-80C2A2                               | PWJT9D-7R4或CF6-80C2A2                               | PW4156A或CF6-80C2A8                                  | PW4156A或CF6-80C2A8                                  |
| 引擎推力 (×2)         | 50,000英磅力（220千牛頓）到53,200英磅力（237千牛頓） | 50,000英磅力（220千牛頓）到53,200英磅力（237千牛頓） | 56,000英磅力（250千牛頓）到59,000英磅力（260千牛頓） | 56,000英磅力（250千牛頓）到59,000英磅力（260千牛頓） |
| 最大航程 (满载情况下) | 6,800 千米 (3,670 海里) 跨大陆飞行                   | 5,550（3,000海里）                                   | 8050千米（4350海里）                                 | 7,330（3,960海里）                                   |

* 157,000 千克是−300型的标准配置，164,000千克是可选项。

### 各次型
| 型号      | 通过认证日期   | 引擎                           |
| --------- | -------------- | ------------------------------ |
| A310-203  | 1983年3月11日  | 通用电气CF6-80A3               |
| A310-221  | 1983年3月11日  | 普惠JT9D-7R4D1                 |
| A310-222  | 1983年9月22日  | 普惠JT9D-7R4E1                 |
| A310-203C | 1984年11月27日 | 通用电气CF6-80A3               |
| A310-322  | 1985年12月5日  | 普惠JT9D-7R4E1                 |
| A310-304  | 1986年3月11日  | 通用电气CF6-80C2A2             |
| A310-204  | 1986年4月23日  | 通用电气CF6-80C2A2             |
| A310-324  | 1987年5月27日  | 普惠PW4152                     |
| A310-308  | 1991年6月5日   | 通用电气CF6-80C2A8或CF6-80C2A2 |
| A310-325  | 1992年3月6日   | 普惠PW4156A                    |

## 机型特征
采用带有翼尖小翼的后掠式下单翼；
两台翼下的CF6-80或PW4000渦輪风扇发动机；
后掠式垂直尾翼和下置水平尾翼；
宽体机身

## 事故總結
至2015年9月，該型飛機共有12宗事故，共825人死亡；劫機則有9宗，共5人死亡。
- 1992年7月31日，泰國國際航空311號班機由曼谷飛往加德滿都，在加德滿都機場附近撞山墜毀，機上113人全部遇難。
- 1994年3月23日，俄羅斯航空593號班機由莫斯科前往香港途中，副機師趁機長於客艙休息時，帶同其兩名分別12及15歲的子女到駕駛艙，其間更讓其15歲兒子坐在正機長駕駛席駕駛飛機。結果導致飛機失控，兩分鐘後墜毀於西伯利亞一處山區，全機75人罹難。
- 1995年3月31日，羅馬尼亞航空371號班機從羅馬尼亞首都布加勒斯特的奧托佩尼－亨利·科安德國際機場起飛後不久墜毀，機上所有的50名乘客和10名機組成員全部遇難。
- 1998年12月11日，泰國國際航空261號班機在素叻他尼墜毀，101人遇難，45人受傷。
- 2000年1月30日，肯尼亞航空公司431航班從科特迪瓦阿比讓起飛後墜入大西洋，總共169人死亡，10人生還。這是肯尼亞航空公司歷史上首次重大事故，同時亦是A310死亡人數最多的空難[15]。
- 2005年3月6日，越洋航空961號班機飛行途中方向舵部分脫落，機組人員重新獲得對飛機的控制並安全返回巴拉德羅，全機共271生還[16]。
- 2006年7月9日，俄罗斯S7航空778號班機在伊爾庫茨克機場降落時撞上建築物並引起大火，125人罹難。
- 2008年6月10日，苏丹航空109号班机，在喀土穆國際機場18/36跑道降落時因天氣惡劣而墜毀，繼而引發大火，1名機組人員及29名乘客死亡，另有6名乘客失蹤。
- 2009年6月30日，也門航空626號班機，在印度洋上的科摩羅群島墜毀，機上153人中除1名兒童以外，其餘人員全部遇難。
- 2015年12月24日，一架隸屬於服務航空的空中客車A310-300F（英语：2015 Services Air Airbus A310 crash），在姆布吉馬伊機場降落時衝出跑道並衝進了一片居民區中，機上5人全數生還，但導致地面上8人遇難。

## 外部連結
- 空中巴士A310產品列表
- 空中巴士網站：A300/A310家族 （页面存档备份，存于）